# Lago mesotrófico
Un lago mesotrófico es un cuerpo de agua con un nivel intermedio de productividad, mayor que el de un lago oligotrófico, pero menor que el de un lago eutrófico. Estos lagos tienen comúnmente aguas claras y mantienen lechos de plantas acuáticas sumergidas, y niveles medios de nutriente 

El término «mesotrófico» también se aplica a hábitats terrestres, donde los suelos mesotróficos tienen niveles moderados de nutrientes.